# Paul Landowski
Pour les articles homonymes, voir Landowski.
Paul Landowski, né dans le 9e arrondissement de Paris le 1er juin 1875 et mort à Boulogne-Billancourt le 31 mars 1961, est un sculpteur français, Grand Prix de Rome en 1900, mondialement connu durant l’entre-deux-guerres, notamment grâce à la célèbre statue du Christ Rédempteur qui domine la baie de Rio de Janeiro du haut du mont du Corcovado.

## Biographie

### Formation humaniste et premiers succès
Paul Landowski est le fils du médecin polonais Edward Landowski et de Julie Henriette Vieuxtemps, fille du célèbre violoniste et compositeur belge Henri Vieuxtemps. Il passe son enfance à Alger où son père, directeur de l'Institut sanitaire algérien, fonde un sanatorium - l'un des premiers de ce genre - dans le quartier de Mustapha-Supérieur. À l'âge de sept ans, Paul perd ses parents. Sa mère décède le 28 octobre 1882, son père quelques jours plus tard le 6 novembre, tous les deux emportés par une maladie. Rapatrié à Paris avec ses frères et sœurs, Władysław, Henryk, Józef et Franciszka, il est dès lors pris en charge par son oncle paternel, Paweł Landowski. Lorsque l'oncle décède en 1894, c’est le frère aîné, Władysław, qui continue à élever ses frères et sœurs, tout en étudiant la médecine.
Paul effectue ses études secondaires au collège Rollin. Il poursuit des études de lettres en hypokhâgne où il rencontre en 1892 son ami Henri Barbusse, avec lequel il partagera sa vision de l’humanisme militant. L'année suivante, il entre à l'Académie Julian où il suit les cours de Jules Lefebvre. Parallèlement, il devient un expert en anatomie en suivant quotidiennement les dissections à l'École de médecine et en dessinant les planches anatomiques pour le professeur Louis Farabeuf. Il se passionne pour la boxe.
En 1895, Landowski entre aux Beaux-arts où il étudie pendant cinq ans auprès du maître Louis-Ernest Barrias. Il en sort en 1900, couronné du prestigieux prix de Rome pour son David combattant Goliath, ce qui lui permet d’être pendant quatre ans pensionnaire de la villa Médicis. En 1903, Landowski participe à son premier Salon des artistes français. Il y exposera durant toute sa carrière, pendant plus de trente années.
Le groupe Fils de Caïn, exposé en 1906 au Salon conclut la période romaine de l'artiste. Conçu pour ce qui deviendra l’œuvre de sa vie jamais achevée, le Temple de l’Homme, la sculpture rencontre un immense succès au Salon et fut achetée par l'État. Elle est actuellement installée dans le jardin des Tuileries à Paris.
De retour en France en 1906, Landowski s'installe à Boulogne-Billancourt où il travaille jusqu'à sa mort le 31 mars 1961, à l'âge de 85 ans. Après sa mort, ses héritiers font construire deux salles de visite et un jardin à la place de sa maison atelier rasée en 1963. Ce bien est légué à la commune en 1982 avec son fonds statuaire. En 2017, les collections du sculpteur sont transférées au musée Paul-Landowski, nouvellement créé par la ville de Boulogne-Billancourt.
Jusqu'à la Grande guerre, Landowski travaille sans répit et enchaîne des commandes privées de bustes, statues, pierres funéraires et figures de genre. C'est durant ces années que naîtra sa célébrité grâce à la livraison, en 1909, de Aux artistes dont le nom s'est perdu, une sculpture qui sera installée sous la coupole du Panthéon.

### Famille
En 1907, il épouse Geneviève Nénot, fille de l'architecte Henri-Paul Nénot. Le couple aura deux enfants : Nadine et Jean Max, morts tous les deux pour la France en 1943. Après le décès de Geneviève en 1912, Paul se remarie l’année suivante, avec Amélie Cruppi, fille de l'homme politique Jean Cruppi et de la femme de lettres Louise Cruppi. De cette union naîtront deux enfants : Marcel et Françoise, qui auront tous les deux une carrière artistique à succès.

### Expérience de la Grande Guerre
Landowski est mobilisé. Il se bat pendant la Première Guerre mondiale et reçoit la Croix de Guerre pour son implication dans la bataille de la Somme. En 1916, comme beaucoup de membres de la Société des artistes français, il est affecté à une section de camouflage.

### Commandes monumentales et commémoratives

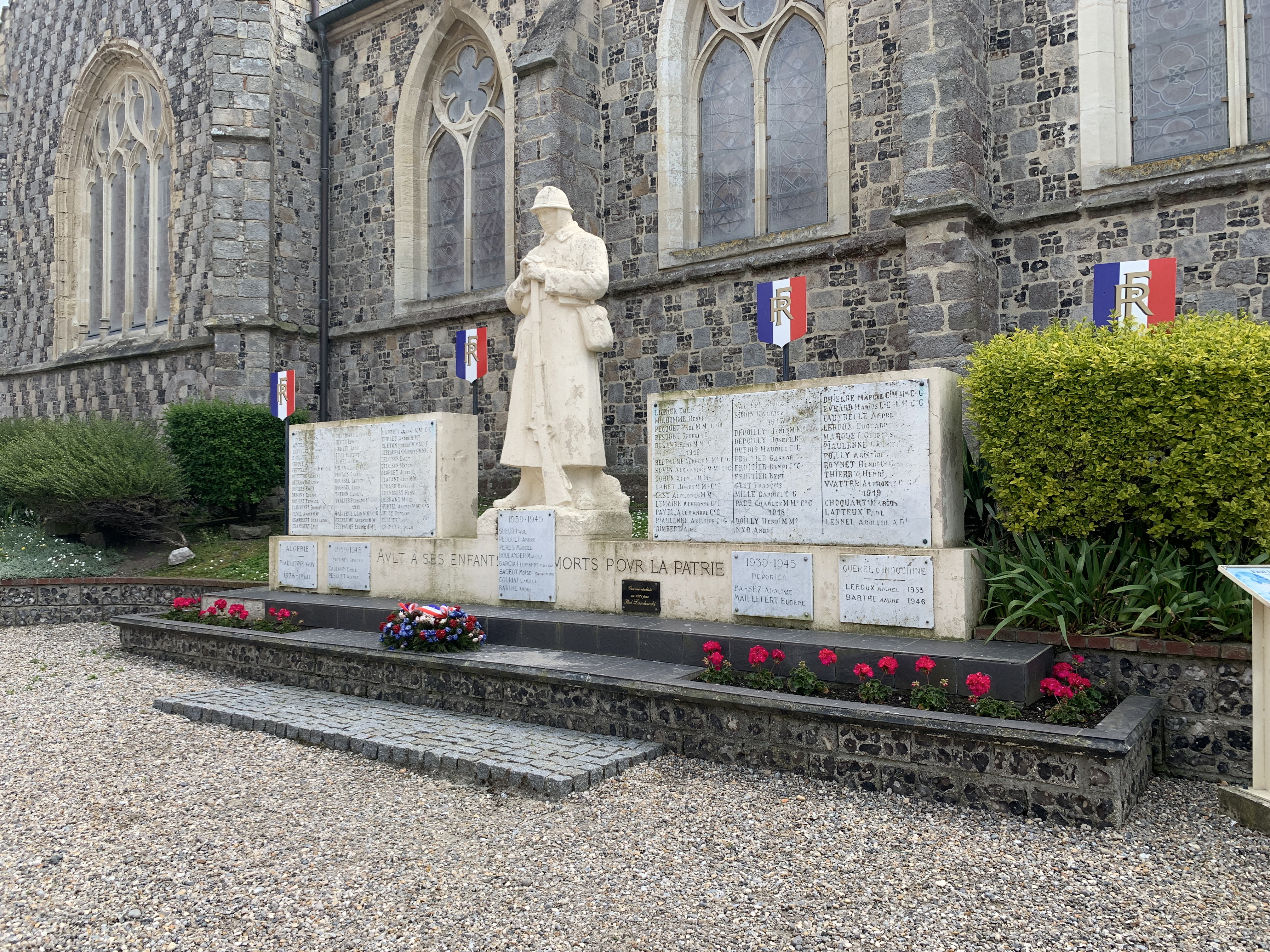
Monument aux morts d'Ault (Somme), 1921.

En 1917, on lui accorde un sursis militaire à la demande de la Suisse pour exécuter les statues du Monument de la Réformation à Genève dont il avait obtenu la commande par concours en 1909. Il les réalise en collaboration avec Henri Bouchard. À son retour en France, il reçoit de nombreuses commandes publiques de statues et de monuments aux morts. Il en réalise plus de quatre-vingts, la plus grande partie dans un style sobre, dont : Monument de la Victoire à Casablanca (1924) ; Le Pavois à Alger (1928) ; Les Fantômes (1935), huit géants de granit hauts de 8 mètres, installés sur la butte de Chalmont où se scella le sort de la seconde bataille de la Marne. Commande de l’État dès 1919, la maquette en plâtre de cette œuvre reçoit la médaille d'honneur au Salon des artistes français de 1923.
En 1928, il participe au concours d'art des IXe Jeux olympiques d'Amsterdam et obtient la médaille d'or au concours de sculpture pour Le Pugiliste,,.
Reconnu comme un héros aux préoccupations humanistes, Landowski devient dans la France de l'après-guerre le sculpteur qui obtient le plus de commandes monumentales, à Paris et à l'étranger, comme les emblématiques Sainte Geneviève sur le pont de la Tournelle et Montaigne rue des Écoles à Paris ; le Mausolée de Sun Yat Sen à Nankin (1930) ; le Christ de Corcovado à Rio de Janeiro (1931) ; le tombeau du maréchal Foch aux Invalides à Paris (1937).

### Temple de l'Homme
En 1925, Landowski débute ce qui sera l’œuvre de sa vie : le Temple de l’Homme. Ce projet, qui doit son nom à Paul Valéry, était un projet «océanique», au sens de Romain Rolland. Le temple devait être un lieu de méditation accueillant manifestations publiques, spectacles et congrès internationaux. Son décor sculpté retraçait en bas-relief et ronde bosse l'histoire de l'humanité. Deux portes monumentales introduisaient au Temple : la Porte de la Science et la Porte de Psyché. Entre les deux portes, les statues bibliques des Fils de Caïn se dressaient au milieu d'un parvis encadré de deux cents mètres des Mur de Prométhée, Mur des Religions, Mur des Légendes, Mur des Hymnes, chacun haut de huit mètres et décoré de bas-reliefs représentant les grandes figures de la Science, de la Philosophie, de l’Héroïsme, de la Poésie,.
Les bâtiments du Temple ont été conçus avec des architectes d'envergure internationale et le projet a été présenté en 1925 à l'Exposition des Arts décoratifs de Paris, y suscitant beaucoup d'intérêt. Il devait s'inscrire dans le prolongement de l'axe des Champs-Élysées, entre la porte Maillot et La Défense.
Landowski a travaillé sur son projet jusqu’à la mort, sans succès, faute de commanditaire,. Les derniers plans du Temple connus, datant de 1950, prévoyaient d'en faire un centre pour étudiants du Proche-Orient – ultime échec. Un élément de ce projet ambitieux est néanmoins réutilisé en 1953 pour réaliser la monumentale Porte de la Faculté de Médecine visible rue des Saints-Pères à Paris. Le groupe des Fils de Caïn est aujourd'hui aux Tuileries, alors que l'Hymne à l'Aurore, destiné au Mur des Hymnes, est conservé au musée Paul-Landowski à Boulogne-Billancourt,.

« L'idée centrale qui domine toute ma production, c'est l'influence du Temple vers lequel toute l'œuvre tend, et qui projette sur elle sa lueur. Toute idée, aussi abstraite soit-elle, est pensée sculpturalement. »

— Paul Landowski, 3 décembre 1931.

### Les fonctions officielles
Directeur de la villa Médicis de 1933 à 1937, Landowski est nommé ensuite directeur de l'École des beaux-arts de Paris où il travaille à une réforme mettant en œuvre ses conceptions de l'enseignement de l'art comme synthèse de l'architecture, de la sculpture et de la peinture.
C'est en tant que directeur des Beaux-Arts qu'il participe en novembre 1941 au « voyage d'études » en Allemagne, organisé par l’Office de Propagande allemand, sur promesse d’une libération massive d’élèves retenus prisonniers en Allemagne. Une liste dressée par Landowski est remise à l’ambassadeur d’Allemagne le 18 février 1942. S'il est en effet pressé d'agir pour ses élèves, aux yeux des Français, il est coupable de répondre à l'invitation d'Otto Abetz à collaborer au projet de Goebbels de faire émerger une « nouvelle Europe ».
À la Libération, au cours de son procès d'épuration, dont il sort sans condamnation, il affirme avoir agi dans le but de contribuer par sa fonction au secours des prisonniers français et avoir été mû par l'espoir de faire libérer de jeunes artistes. Dans l'intimité de son journal, il confie regretter son attitude, s'accusant de lâcheté et reconnaissant sa culpabilité.
En 1954, six ans avant sa mort, Le Retour éternel qui orne le columbarium du Père-Lachaise à Paris réaffirme comme un testament nietzschéen ses préoccupations humanistes. Il laisse également deux œuvres littéraires, l'une publiée de son vivant, Peut-on enseigner les Beaux-Arts ?, et l'autre qui ne le sera, partiellement, qu'après sa mort, son Journal, témoignage personnel sur le métier de sculpteur qu'il a rédigé depuis sa jeunesse jusqu'à la fin de sa vie.

### Sculptures
- David combattant (1900).

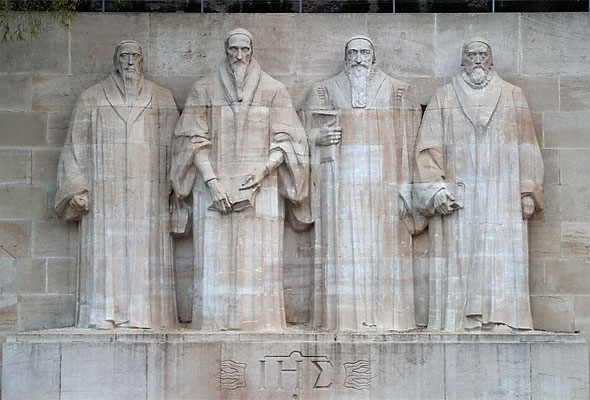
Le Monument international de la Réformation (1909-1917) à Genève.

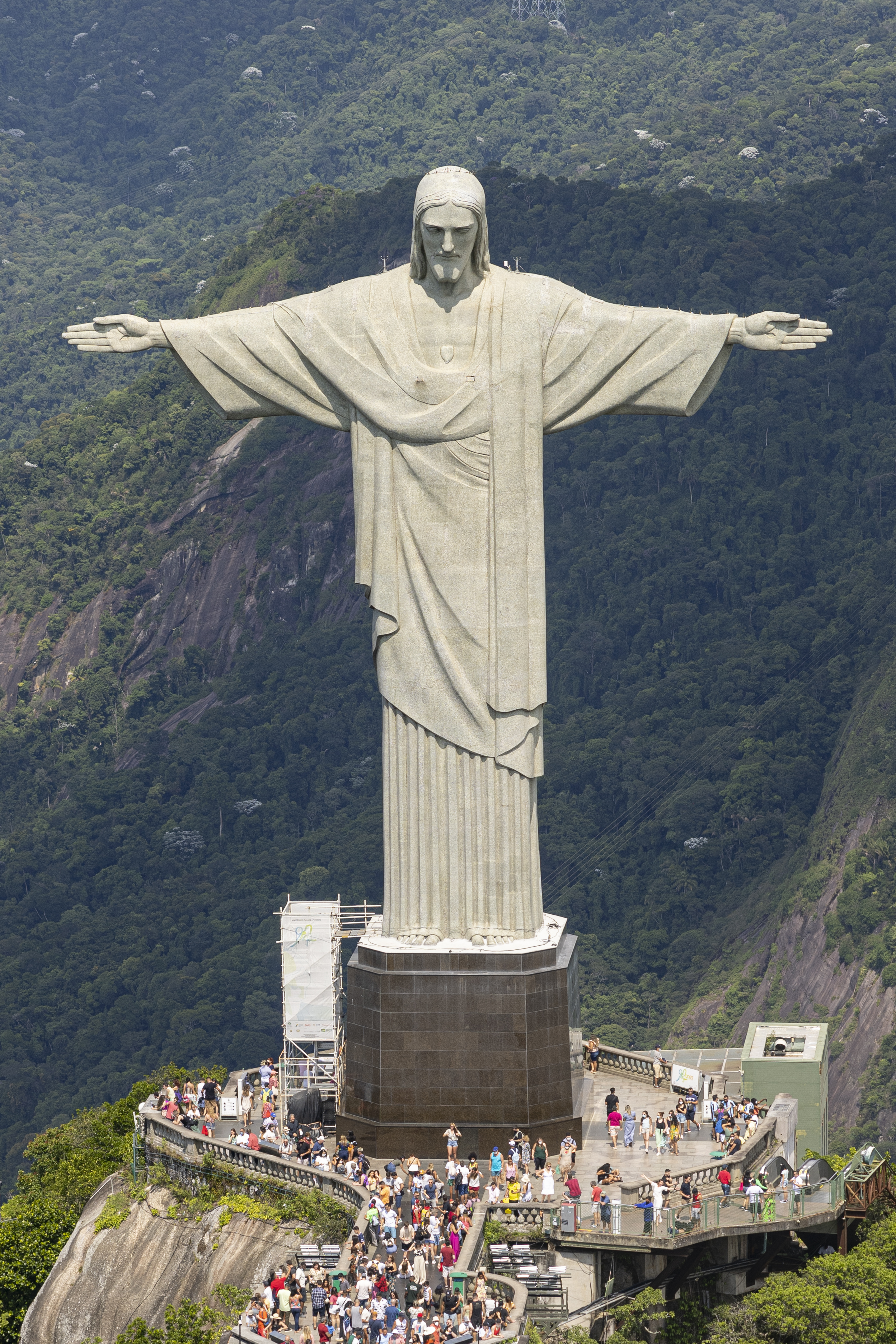
Le Christ Rédempteur (1931) de Corcovado à Rio de Janeiro.

- Les Porteuses d’eau aveugles (1903), plâtre au Musée de Paul Landowski
- Les Fils de Caïn (1906), bronze placé en 1984 galerie du Bord de l'Eau aux Tuileries.
- Le premier architecte ou L'Architecture (1907), Reims, parc des Buttes Saint-Nicaise, face à la maison de Champagne Pommery (maquette en plâtre, datée de 1906, au Musée de Paul Landowski[18]). Elle se présente sous la forme d’un homme visionnaire qui, selon son auteur, est « accroupi au milieu du plan de la ville future qu’il crée, il a relevé la tête et rêve». Elle fait partie d’une commande de l’État, un groupe de statues initialement destiné à décorer le jardin du Carrousel du Louvre, sur décision d'Étienne Dujardin-Beaumetz, sous-secrétaire d'État aux Beaux-Arts de l’époque[19]. Elle finit placée[Quand ?] à Paris dans le square Gambetta[Où ?]. Elle fut exposée à Paris, au salon de 1908. Cette statue a fait l’objet d’un don à la ville de Reims, où elle fut installée en 1933[20]
- L'Hymne à l'Aurore (1909), nu féminin en plâtre, grandeur nature au Musée de Paul Landowski
- Soun, danseuse sacrée (1912), au Musée de Paul Landowski
- Le Pugiliste, nu de Georges Carpentier qui fit scandale (1912), au Musée de Paul Landowski
- L’Industrie & l'Agriculture à l'entrée de la cour du palais gouvernemental Piratini à Porto Alegre (1912).
- Le Printemps, l’Été, l’Automne, l’Hiver, l’Abondance, la Fortune sur la façade d'un des bâtiments de l'Union et le Phoenix espagnol (es) à Madrid (1912).
- Hommage à Joseph-Marie Jacquard, génial mécanicien. Le monument relate la vie dure et pauvre de cet inventeur d'un métier à tisser révolutionnaire performant, en pierre et bronze, situé Place Jacquard à Saint-Étienne (1912)
- Aux artistes dont le nom s'est perdu, sculpture au Panthéon de Paris (1909-1913).
- Statue équestre d'Édouard VII (1914), bronze en extérieur exposé sur la place Édouard VII, à Paris (9e).
- Monument international de la Réformation à Genève (1909-1917), Mur de pierre sculpté en collaboration avec Henri Bouchard et rendant hommage aux pères de la Réforme protestante.
- Monument "L'Envol" à Wilbur Wright, Le Mans (1920).
- Knock down, statue de boxeur se relevant (1921).
- À la Suisse consolatrice la France reconnaissante (1922) à Schaffhouse.
- Monument à la Victoire, ou Monument de la fraternité franco-marocaine, édifié initialement à Casablanca à partir de 1921, et inauguré le 20 juillet 1924 par le maréchal Hubert Lyautey, il a été rapatrié en 1961 et inauguré de nouveau à Senlis (Oise) le 11 novembre 1965.
- Concert champêtre et La Becquée, au bord du bassin du château de Voisins à Saint-Hilarion (1925).
- Monument au professeur Farabeuf, université de Paris VI Pierre et Marie Curie (1925).
- Coupe Gérard Montefiore : homme préhistorique (1926)[21].
- Monument à Paul Déroulède, avenue César-Caire à Paris (1927)[22].
- Bouclier aux morts (1928), dans les jardins de la mairie du 16e arrondissement à Paris.
- Sainte Geneviève, protectrice de Paris contre l'envahisseur (1928), statue en pierre située à Paris (5e) face au chevet de Notre-Dame sur le pont de la Tournelle qui enjambe la Seine. Elle est inscrite au patrimoine mondial par l'UNESCO depuis 1991.
- Commémoration du premier kilomètre en circuit fermé par Henri Farman devant l'héliport d'Issy (1929).
- Le Pavois, dressé à Alger (1929), monument à la fraternité franco-algérienne scellée par le sang versé dans la guerre, il a été recouvert d'un coffrage en ciment en 1978.
- Clément Ader à Muret (1930).
- Sun Yat-Sen trônant dans le mausolée Sun Yat-sen à Nankin (1930) (réplique en bronze au Musée Sun Yat-sen de Taïpei).
- Monument au maréchal Douglas Haig (1931), bronze en extérieur installé sur la place du Général de Gaulle à Montreuil-sur-Mer[23],[24].
- Monument à l'amiral de Grasse, boulevard Delessert au bord des jardins du Trocadéro (1931), offert à la ville de Paris par un Américain, Kingsley Macomber, il est constitué de la statue de l'amiral devant un bas-relief de bronze de trois mètres représentant une batterie de canon et ses servants à bord d'un bateau. Une réplique en bronze de la statue a été inaugurée à Virginia Beach pour le bicentenaire de la révolution américaine.
- Le Christ rédempteur sur le Corcovado à Rio de Janeiro (1931), réalisé en collaboration avec l'ingénieur brésilien Heitor da Silva Costa. C'est une sculpture monumentale de 37 m de haut (statue) 700 m (colline) 8 m (piédestal) en tout 738 m, qui pèse 1 145 tonnes. La tête mesure 3,75 m, la main 3,20 m. La distance entre chaque main est de 28 m, la largeur de la tunique est de 8,50 m. Le poids approximatif de la tête est de 30 tonnes et celui de chaque main de 8 tonnes. L'aire du piédestal est de 100 m2. Cette statue a été réalisée pour célébrer le centenaire de l'indépendance au Brésil. Son inauguration eut lieu le 12 octobre 1931.
- Tombeau de la famille Darracq au cimetière du Père-Lachaise, Gisant, Le Départ de la défunte (relief sur le sarcophage), La Forge (relief sur le tympan), Pieta, Bonté, Amour fraternel (reliefs décorant la niche).
- Deuxième coupe Gérard Montefiore : un homme et un grand aigle des montagnes (1932)[25].
- Les Sources de la Seine, bas-reliefs décorant les fontaines monumentales de la porte de Saint-Cloud à Paris (1928-1932).
- Montaigne, marbre (aujourd'hui une copie en bronze) du philosophe, assis face à l'entrée de la Sorbonne, rue des Écoles à Paris (1933).
- Monument au Docteur Armaingaud à Arcachon (1933).
- Les fontaines de la place de la Porte-de-Saint-Cloud à Paris (1936)
- Tombeau du maréchal Foch aux Invalides à Paris (1937).
- PAX (1937), en l'honneur du prix Nobel de la paix Aristide Briand, devant le ministère des Affaires étrangères, quai d'Orsay à Paris.
- Monument à Paul Adam, contre le palais du Trocadéro, avenue Albert-de-Mun à Paris.
- Les Signes du zodiaque, relief en pierre situé au sous-sol du crématorium du cimetière du Père-Lachaise à Paris.
- Michel-Ange au travail (1946), autoportrait au Musée de Paul Landowski
- Danse de Parvati, Danse de la séduction, Danse de la pureté et Danse de l'arc (1947), inspirées de la danseuse cambodgienne Nyota Inyoka [Où ?]
- Monument à la victoire de Narvik, (vers 1950), haut-relief en bronze, place de Narvik à Paris.
- Porte de la nouvelle faculté de médecine de Paris, no 45 rue des Saints-Pères à Paris (1953).
- Monument à Georges Heuillard (1953), pierre et bronze, édifié à Neuf-Marché (Seine-Maritime). Inauguré le 14 novembre 1953 par Joseph Paul-Boncour.
- Le Retour éternel (1954), au sous-sol du crématorium du cimetière du Père-Lachaise à Paris, Œuvre testamentaire de l'artiste, c'est une sorte de piéta héroïque en pierre offrant le corps vertical d'un jeune défunt. Landowski a ici réitéré sa composition favorite par laquelle il associe une statue à un fond sculpté de bas-reliefs.
- Mise au tombeau du Christ, bas relief de l'autel de l'église Saint-Pierre-du-Brusc (Six-Fours-les-Plages, Var)
- Monument à la gloire de l'armée française (1956) place du Trocadéro-et-du-11-Novembre à Paris.
- À la gloire de l’Armée française 1914-1918, place du Trocadéro à Paris (1956)[26],[27].

### Monuments aux morts
Ancien poilu, Paul Landowski a réalisé de nombreux monuments aux morts après la Première Guerre mondiale :
1920 :
- Le Neubourg, monument aux morts
- Paris, inspection des finances

1921 :
- Ault (Somme), monument aux morts
- Combs-la-Ville, monument aux morts
- Grand-Couronne, monument aux morts
- Paris, monument aux morts de l'Hôtel-Dieu

1922 :
- Annonay, monument aux morts
- Bagneux, monument aux morts
- Barcelonnette, monument aux morts
- Bordeaux, faculté de médecine
- Cepoy, monument aux morts
- Labarthe-Inard, monument aux morts
- Saint-Paul-sur-Ubaye, monument aux morts
- Varengeville-sur-Mer, monument aux morts

1923 :
- Buenos Aires, hôpital français
- Chézy-sur-Marne, monument aux morts
- Gallargues-le-Montueux, monument aux morts
- Paris, École normale supérieure, monument aux morts ; figurant un nu masculin blessé brandissant un flambeau (le bras a été plusieurs fois cassé, volé et remplacé)

1924 : Boulogne-Billancourt, monument aux morts
Monument à la gloire des internes des hôpitaux de Paris à l'Hôtel Dieu à Paris (1921)
1926 : Fargniers, monument aux morts
1927 : Saint-Quentin, monument aux morts ; architecture de Paul Bigot, haut et bas reliefs du monument en collaboration avec Henri Bouchard
1928 : Alger, monument aux morts
1929 :
- Paris, Le Bouclier aux morts, à la mairie du 16e arrondissement de Paris[29]

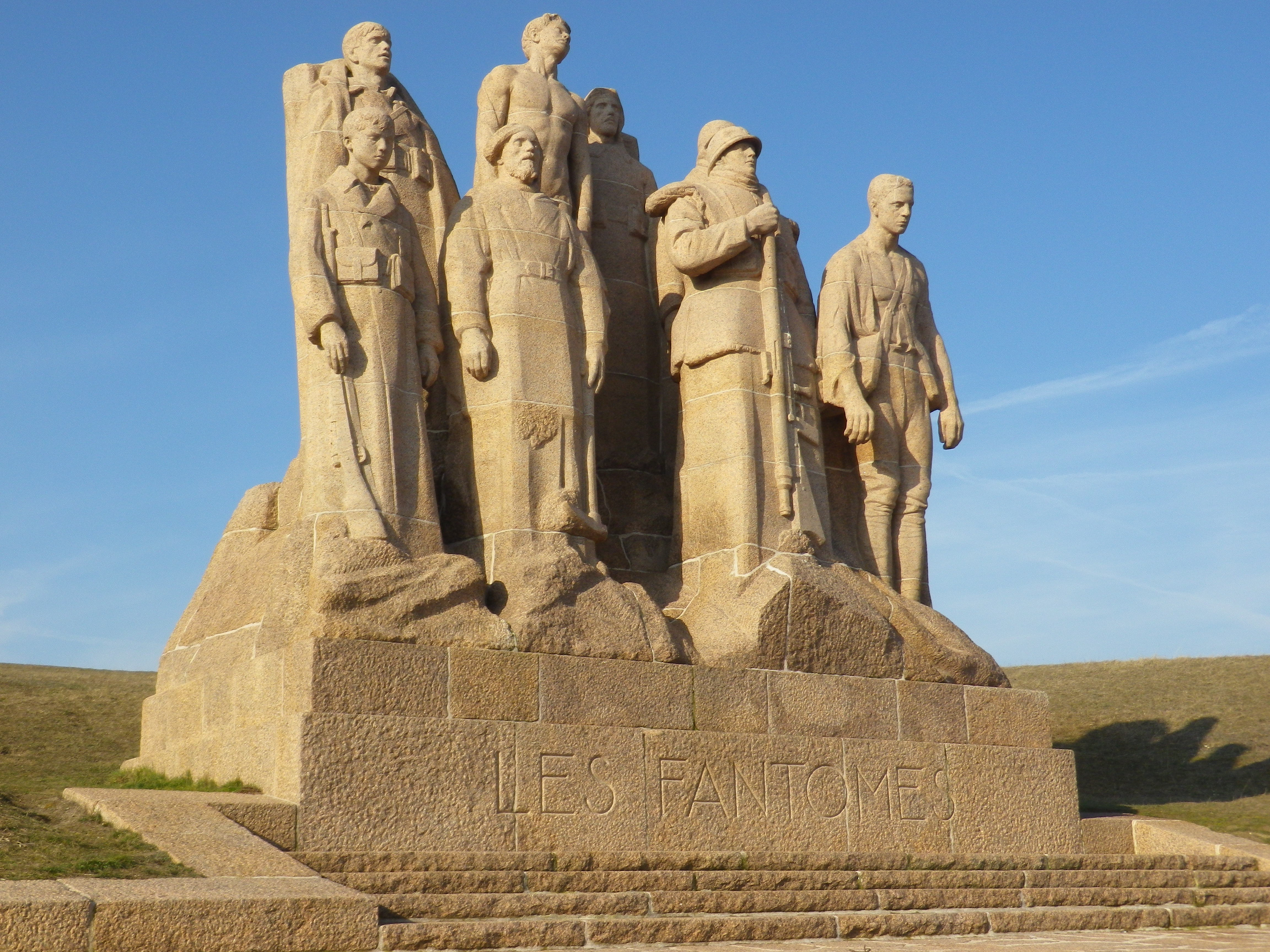
Les Fantômes, Oulchy-le-Château, 1935.

- 1935 : Oulchy-le-Château, Les Fantômes ; groupe en pierre constitué de sept soldats, hauts de 8 mètres, chacun incarnant une arme et érigé sur la butte de Chalmont à l'endroit précis où se décida le sort de la seconde bataille de la Marne. Ce monument, propriété de l'État, est classé aux monuments historiques par un arrêté du 31 juillet 1934.

## Honneurs

### Récompenses
- 1900 : prix de Rome de sculpture
- 1923 : médaille d'honneur au Salon des Artistes Français de 1923
- 1928 : médaille d'or au concours d'art des IXe Jeux olympiques d'Amsterdam avec une statue intitulée Le Pugiliste[7],[9],[8].

### Distinctions
Paul Landowski est nommé chevalier de la Légion d'honneur par décret du 13 janvier 1907, puis officier par décret du 8 août 1920 et commandeur par décret du 30 avril 1926. Il est décoré de la croix de guerre 1914-1918.

### Institutions établies en sa mémoire
- Le musée Landowski[31], situé au 28, avenue André-Morizet à Boulogne-Billancourt, non loin de l'emplacement de l'atelier du sculpteur au 14, rue Max-Blondat, où il travailla jusqu'à sa mort en 1961.
- L'Espace multimédia Landowski, situé aussi 28, avenue André-Morizet à Boulogne-Billancourt, héberge notamment le musée des Années Trente, qui héberge lui-même le musée Landowski.
- Le collège Paul-Landowski, situé au no 94 rue Escudier à Boulogne-Billancourt. Architecte : G. Merlet, 1981.

## Élèves
- Joseph Andrau (1907-1987) à l'ENSBA
- René Babin (1919-1997) à l'ENSBA
- Louis Bate (1898-1948)
- Jean Bazaine (1904-2001) à l'ENSBA et à l'atelier
- André Bizette-Lindet (1906-1998) à la villa Médicis de 1931 à 1935
- Albert Bouquillon (1908-1997) à la villa Médicis de 1935 à 1939
- Claude Bouscau (1909-1985) à la villa Médicis de 1935 à 1939
- Simone Boutarel (1892-1987)
- Yves Brayer (1907-1990) (peintre) à la villa Médicis de 1931 à 1934
- Gaston Cadenat (1905-1966), deuxième et premier second grand prix de Rome en 1930 et 1935
- Gérard Choain (1906-1988) à l'ENSBA de 1926 à 1930
- Lucien Fontanarosa (1912-1975) à la villa Médicis de juin 1937 à mars 1939
- Louis Leygue (1905-1992)
- Henri Lagriffoul (1907-1981)
- René Leleu (1911-1984)
- André Méric (1900-1971) à l'Académie Julian
- Émile Morlaix (1909-1990) à l'ENSBA
- Victor Nicolas (1906-1979) à l'ENSBA de 1926 à 1930
- André Tondu (1903-1980, peintre) à la villa Médicis de 1932 à 1936

## Dans la culture populaire

### Télévision
- 2022 : L'Histoire d'Annette Zelman : joué par Jacques Bachelier.

### Littérature
- Lucinda Riley, Les sept sœurs, tomes 1 et 8.